# Corvo-marinho-africano

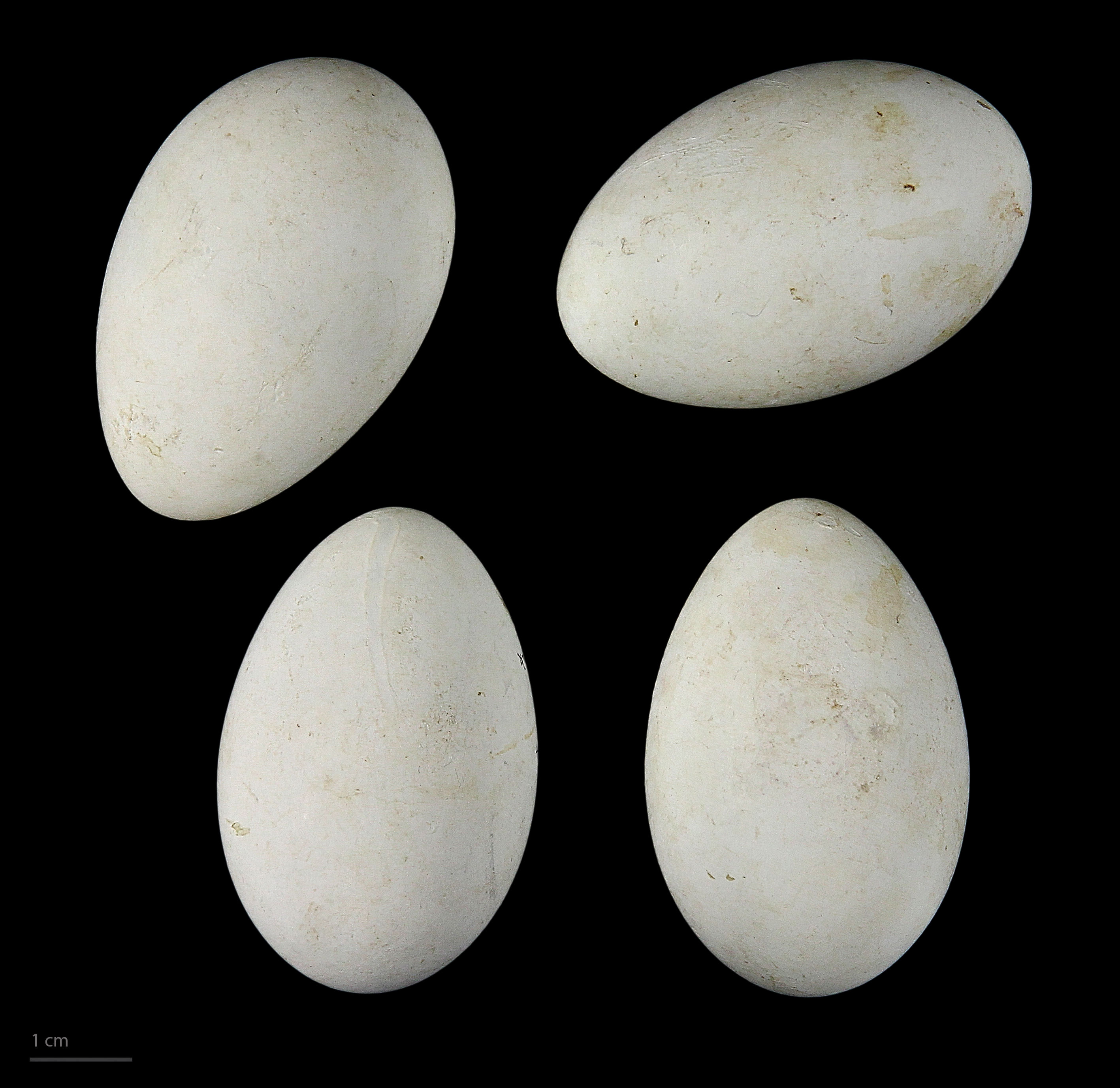
Microcarbo africanus - MHNT

O corvo-marinho-africano (Microcarbo africanus) é uma espécie de ave suliforme da família Phalacrocoracidae. Se reproduz em grande parte da África subsariana e em Madagáscar.

## Taxonomia
São reconhecidas duas subespécies:
- M. a. africanus - África continental
- M. a. pictilis - Madagáscar

## Descrição
É um corvo-marinho de tamanho pequeno alcançando entre 50 e 55 cm de comprimento e uma envergadura de 85 cm. É principalmente negro, sendo verde brilhante enquanto filhote. As coberturas das asas são prateadas. Tem uma cauda longa, uma pequena crista na cabeça e uma mancha facial verde ou amarela. Seu bico é de cor amarela.
Ambos sexos são semelhantes, porém os adultos não reprodutores  e os jovens são mais marrons, com o Ventre branco. Algumas raças meridionais mantém a crista durante todo o ano.